# 片木康行
片木 康行（かたぎ やすゆき、1962年 - ）は、日本の実業家。大阪府出身。株式会社マッキャンエリクソン元代表取締役社長兼最高経営責任者（CEO）。株式会社マッキャン・ワールドグループホールディングス元代表取締役共同会長・代表取締役社長兼最高経営責任者（CEO）。

## 人物
大阪府出身。1986年、上智大学文学部卒業後、同年4月、株式会社マッキャンエリクソン博報堂入社。1993年、ドイツ・フランクフルトのオフィスへ異動。
2001年、オグルヴィ上海オフィス入社。2005年には、上海にレッド・ワサビ・マーケティングコンサルタント有限公司を設立し、総経理（社長）に就任。2009年、オグルヴィ・アンド・メイザー・ジャパン取締役副社長就任。
2011年、株式会社マッキャンエリクソン代表取締役社長兼最高経営責任（CEO）、株式会社マッキャン・ワールドグループホールディングス代表取締役社長兼最高経営責任者（CEO）就任。その後、2016年、株式会社マッキャン・ワールドグループホールディングス代表取締役共同会長に就任。2017年、株式会社マッキャンエリクソン代表取締役社長から退任。2017年にADKグローバル事業部の責任者に就任。

## 略歴
- 1986年、上智大学文学部卒業後、同年4月、株式会社マッキャンエリクソン博報堂入社
- 2001年、オグルヴィ上海オフィス入社
- 2009年、オグルヴィ・アンド・メイザー・ジャパン取締役副社長就任
- 2011年、株式会社マッキャンエリクソン元代表取締役社長、株式会社マッキャン・ワールドグループ代表取締役社長兼CEO就任
- 2016年、株式会社マッキャン・ワールドグループホールディングス代表取締役共同会長就任